# Friede von Stralsund
Der Friede von Stralsund wurde am 24. Mai 1370 in Stralsund zwischen dem Bündnis der Hansestädte und dem dänischen König Waldemar IV. geschlossen.

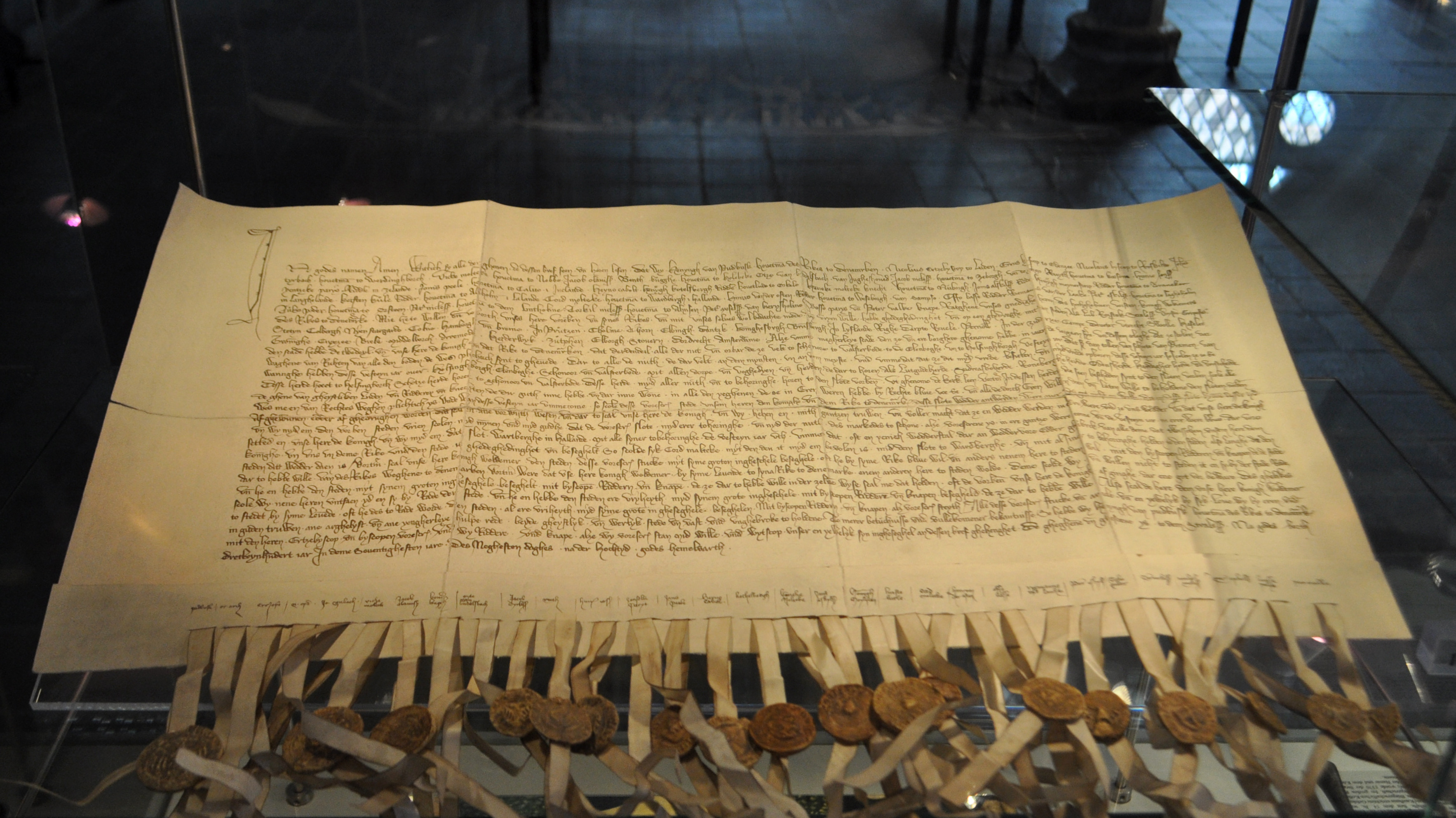
Eine Kopie der Urkunde, ausgestellt im Stralsund Museum

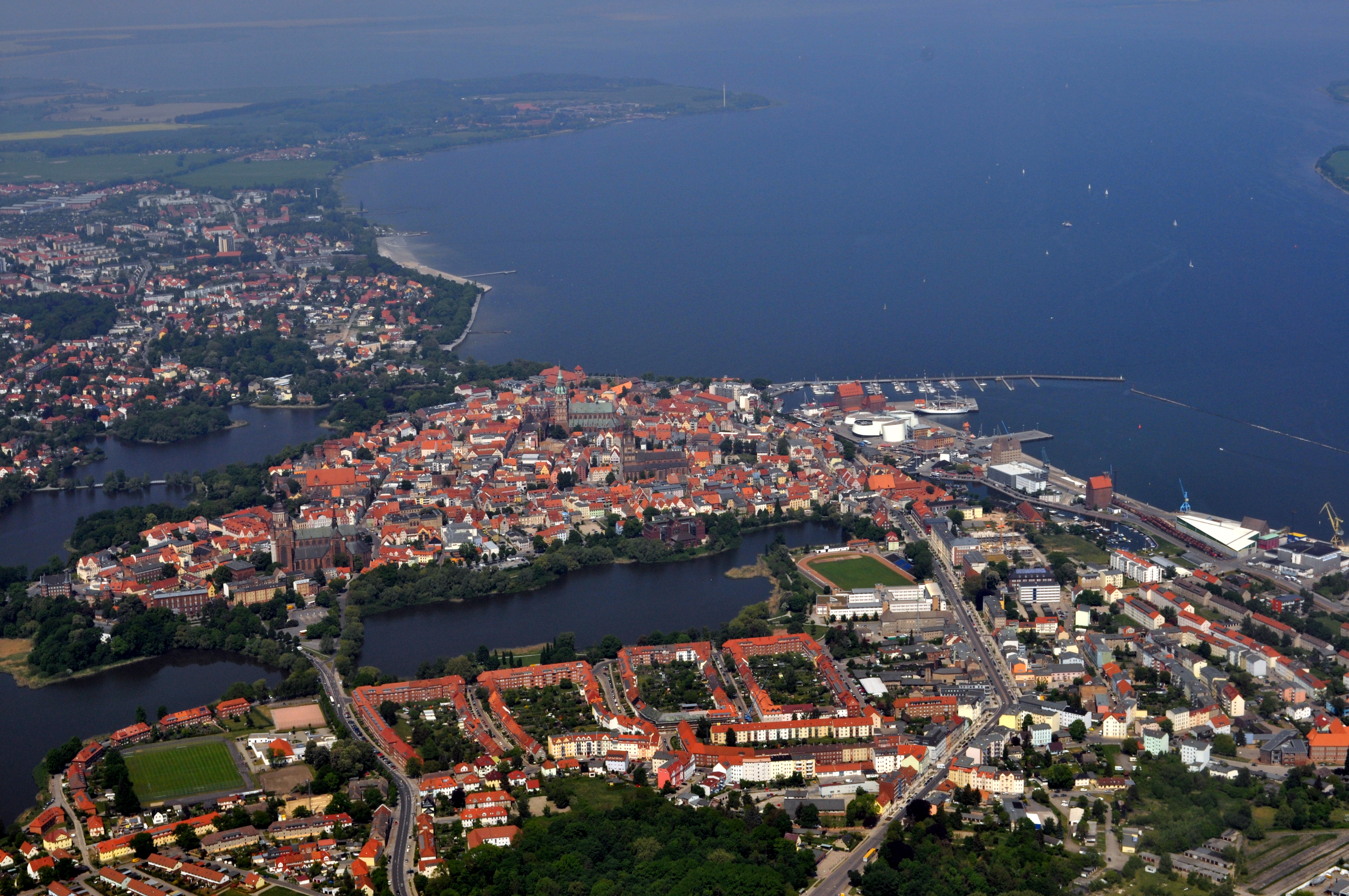
Die Stadt Stralsund, gelegen am Strelasund

Er beendete den Zweiten Waldemarkrieg zwischen den beiden Parteien und damit einen Konflikt, der mit dem Ersten Waldemarkrieg nach der dänischen Eroberung der Hansestadt Visby auf der Insel Gotland im August 1361 begonnen hatte und nur durch eine kurze Friedensphase von 1365 bis 1367 unterbrochen wurde.

## Vorgeschichte
Der dänische König Waldemar IV. hatte sein Land von der Fremdherrschaft durch Holstein, Mecklenburg und Schweden befreit und damit auch den Handel auf der Ostsee wieder sicherer gemacht. Mit der Eroberung Schonens und der Brandschatzung Visbys und dem Entzug bedeutender Privilegien waren die Hansestädte in ihrem Handel stark eingeschränkt. Sie erklärten in Verhandlungen in Greifswald unter Leitung des Lübecker Bürgermeisters Johann Wittenborg, an denen auch der Deutsche Ritterorden sowie Gesandte Schwedens und Norwegens teilnahmen, den Dänen im September 1361 den Krieg.
Zur Vorbereitung erhoben die beteiligten Städte einen Pfundzoll zur Finanzierung des Krieges. Die Hansen und die Könige sollten jeweils Schiffe und 2000 bewaffnete Männer stellen. Vertraglich fixiert waren auch die Ziele der Kampfhandlungen: Schonen und Gotland sollten an Schweden fallen, die hansischen Privilegien wiederhergestellt und den Städten Pfandbesitz in den eroberten Gebieten geboten werden. Johann Wittenborg führte die Flotte von 48 Schiffen (darunter 27 Koggen) mit 2240 Bewaffneten im April 1362 vor dem Hiddenseer Dornbusch zusammen. Lübeck stellte 600 Bewaffnete, Stralsund und Rostock jeweils 400, je 200 Wismar, Greifswald und Stettin, 100 Kolberg, je 50 Stargard und Anklam und 40 Kiel. Weitere 300 kamen jeweils aus Bremen und Hamburg. Zwölf Wochen lang belagerte Johann Wittenborg Helsingborg, ohne dass die versprochene Hilfe aus Schweden oder Norwegen kam. Dann wurde er durch einen Ausfall Waldemars geschlagen. Ein Waffenstillstand wurde vereinbart und im November 1362 in Rostock bis zum 6. Januar 1364 verlängert, wobei sich die Bedingungen für die Hansestädte verbesserten. Der 1365 geschlossene Frieden von Vordingborg blieb wertlos, da die Dänen weiterhin den Handel der Hanse stark behinderten.

## Konflikt
Auf dem Hansetag am 19. November 1367 in Köln fand sich ein Bündnis zusammen, die Kölner Konföderation, die aus bis zu 57 Hansestädten bestand. Am 2. Februar 1368 schlossen sie in Lübeck ein Kriegsbündnis mit König Albrecht von Schweden und norddeutschen und dänischen Adligen. Parallel zu einer Kriegserklärung an Dänemark versandte die Hanse Schreiben an 27 norddeutsche Herrscher, die Könige von England und Polen sowie an den Kaiser und den Papst, in denen sie ihr Handeln erklärten.
Im April 1368 fuhr die hansische Flotte mit 37 Schiffen und 2000 Bewaffneten nach Dänemark und nahm am 2. Mai 1368 Kopenhagen ein und zerstörte es. Schwedische und hansische Truppen nahmen im Juli des Jahres Schonen ein, auch Südjütland und Norwegen wurden schnell besiegt. König Waldemar floh. Allein Helsingborg hielt noch den Angriffen der Hansen stand, so dass die bewaffneten Belagerer unter Führung Brun Warendorps hier überwintern mussten. Im Frühjahr 1369 griffen sie erneut an, konnten allerdings erst am 8. September 1369 die Stadt einnehmen. Ende November 1369 schlossen Dänemark und die Hansen einen Waffenstillstand.

## Friedensschluss
Am 1. Mai 1370 trafen sich in Stralsund die Vertreter von 23 Städten (Bürgermeister oder Ratsherren von Lübeck, Stralsund, Greifswald, Stettin, Kolberg, Stargard, Kulm, Thorn, Elbing, Danzig, Riga, Reval, Dorpat, Kampen, Zuidersee, Briel, Harderwijk, Zutphen, Elburg, Stavoren, Deventer, Dordrecht und Amsterdam) mit den dänischen Gesandten unter Leitung Hennings von Putbus, Hauptmann des Königreichs Dänemark, des Erzbischofs von Lund sowie der Bischöfe von Roskilde und Odense. Der dänische König hatte nach der Niederlage sein Reich verlassen.
Stralsunds Rolle im Wendischen Quartier der Hanse war zu dieser Zeit zweifellos gleich hinter Lübeck anzusetzen. Die beiden herausragenden außenpolitischen Führungspersönlichkeiten der Hanse in dieser Zeit waren Jakob Pleskow, Lübecker Bürgermeister, sowie Bertram Wulflam, Bürgermeister Stralsunds. In beiden Kriegen gegen Dänemark hatte Stralsund eine bedeutende Rolle gespielt und auch große finanzielle und materielle Beiträge geleistet. Auch politisch war Stralsunds Rolle offenbar stark: Zwischen 1358 und 1370 wurden 20 Hansetage hier abgehalten, dagegen 18 in Lübeck, 14 in Rostock und je sechs in Wismar und Greifswald. Diese politische Rolle fand ihren Ausdruck daher zu Recht in der Wahl Stralsunds für die Besiegelung der Ergebnisse der Verhandlungen mit dem dänischen Rat.
Da den Hansestädten im Gegensatz zu ihren Kriegsverbündeten nicht der Sinn nach Herrschaftsgebieten, sondern hauptsächlich nach Vorteilen für den Handel stand, konnten sie dem ohnehin nachgiebigen Gegner Dänemark die eroberten Gebiete in Schonen überlassen und sicherten sich ihre früheren Privilegien wieder. Sie erhielten die Festungen Helsingborg, Malmö, Skanør und Falsterbo für 15 Jahre, auszulösen gegen 12.000 Mark reinen Silbers. Damit kam der Zoll am Øresund von Dänemark in die Kasse der Hanse. Außerdem durfte der dänische Reichsrat künftig keinen König ohne vorherige Zustimmung der Hanse wählen. Der Friede wurde ohne den Herzog Albrecht II. von Mecklenburg geschlossen, so dass dieser sich übergangen fühlte und einen eigenen Separatfrieden schloss, in dem er festlegte, dass sein Enkel Albrecht IV. von Mecklenburg König werden sollte.
Am 24. Mai 1370 besiegelten die Vertreter des Reichsrates des Königreichs Dänemark unter Henning Podebusk und die in der Kölner Konföderation vereinigten Städte den Stralsunder Frieden, welcher für lange Zeit die starke Rolle der Städte festschrieb. Im Vertrag wurde die Freiheit Visbys wiederhergestellt, außerdem hatte Dänemark der Hanse den freien Handel auf der Ostsee, auch gegen die Umlandfahrer zu garantieren. Die Hanse konnte sich daraufhin das Monopol im ökonomisch überaus bedeutenden Heringshandel auf der Schonischen Messe in Falsterbo sichern.
Der Friede von Stralsund markiert den Höhepunkt der Macht des hansischen Städtebunds im Ostseeraum. Außerdem erreichte er, dass Waldemars Nachfolger nur mit vorheriger Zustimmung der Hanse gewählt werden durfte.

## Weltdokumentenerbe
Im Mai 2023 wurden die Urkunden zum Friedensschluss in das Weltdokumentenerbe in Deutschland aufgenommen.